# Prodemge
A Companhia de Tecnologia da Informação do Estado de Minas Gerais (Prodemge) é a empresa de economia mista do Governo do Estado de Minas Gerais, Brasil, que presta serviços em tecnologia da informação para outros órgãos do estado, como criação e manutenção de sistemas e sites, visando a modernização do setor público.
Entre seus clientes estão o Departamento Estadual de Trânsito de Minas Gerais (Detran-MG), a Fundação Centro de Hematologia e Hemoterapia do Estado de Minas Gerais (Hemominas), a Polícia Militar de Minas Gerais (PMMG) e a Secretaria de Estado de Justiça e Segurança Pública de Minas Gerais (Sejusp-MG).